# Yes (Lied)
YES (englisch für Ja) ist ein englischsprachiger Popsong, der von Emil Adler Lei, Jimmy Jansson und Linnea Deb geschrieben, sowie vom Duo Ben & Tan interpretiert wurde. Sie gewannen mit dem Lied die Fernsehshow Dansk Melodi Grand Prix 2020 und sollten Dänemark beim Eurovision Song Contest 2020 in Rotterdam vertreten.

## Hintergrund und Produktion

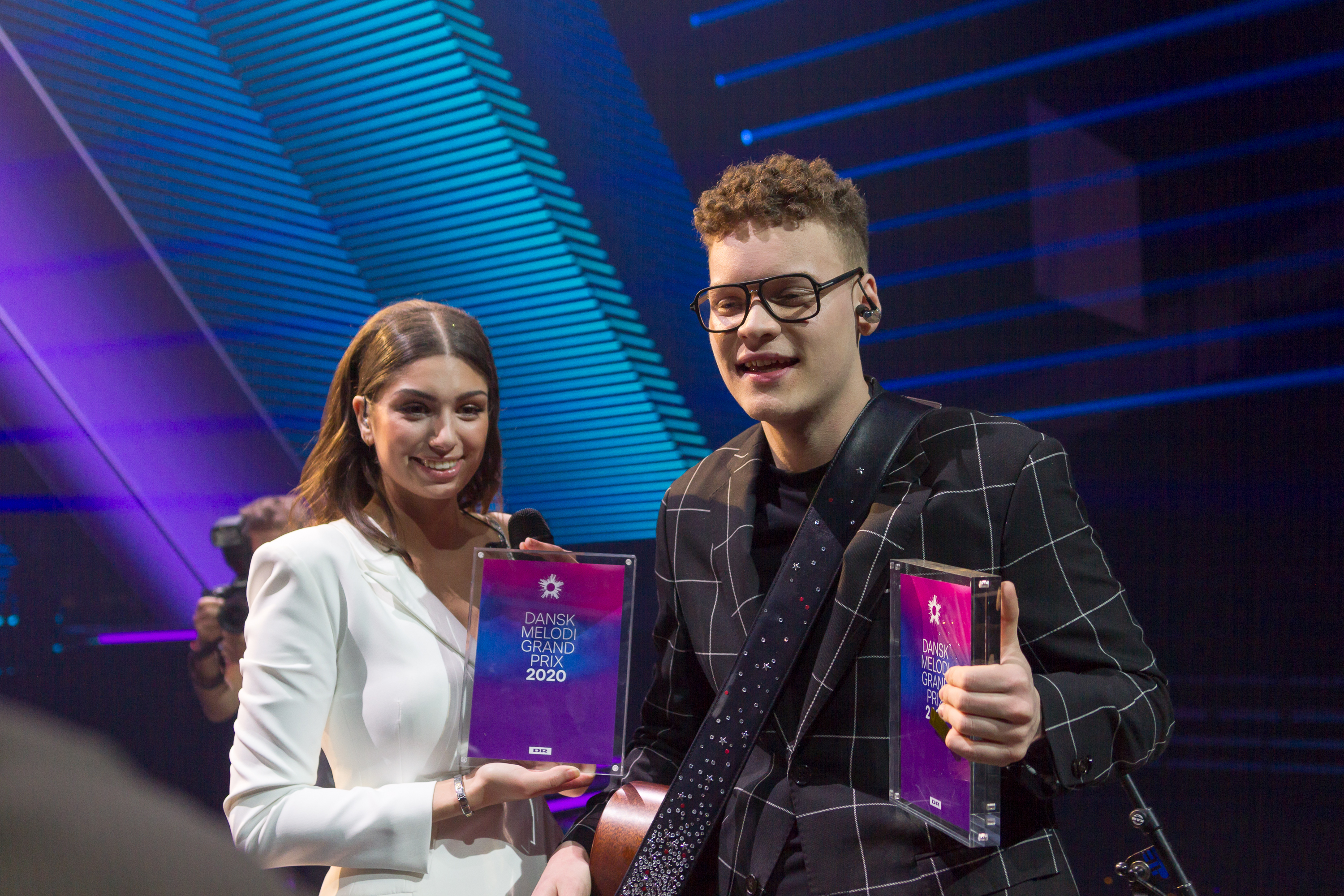
Ben & Tan nach dem Sieg beim Melodi Grand Prix

Am 20. Januar 2020 wurden die Teilnehmer des kommenden Melodi Grand Prix der Öffentlichkeit vorgestellt. Ben & Tan nahmen hierbei als Teilnehmer für die Regionen Sjælland, Kopenhagen und Bornholm des Senders DRP4 teil. Am 24. Januar wurde bekanntgegeben, dass sich das Duo für das Finale qualifiziert hat. Aufgrund der COVID-19-Pandemie empfahl die dänische Ministerpräsidentin Mette Frederiksen, keine Veranstaltungen mit mehr als 1.000 Zuschauern vor Ort abzuhalten, weswegen die Vorentscheidung am 7. März komplett ohne Publikum stattfand. Ben & Tan traten an zweiter Stelle auf und wurden vom DR SymfoniOrkestret, sowie vom Antonelli Orchestra begleitet. Beide konnten sich für die zweite Runde qualifizieren und gewannen diese mit 61 Prozent aller abgegebenen Stimmen.
Emil Lei produzierte und schrieb den Titel mit Linnea Deb und Jimmy Jonsson. Lei war bereits am dänischen Beitrag 2019, Love Is Forever beteiligt. Deb ist die Komponistin des Grand-Prix-Siegertitels Heroes und schrieb mit Jansson schon etliche andere Titel für ESC-Vorentscheidungen.

## Musik und Text
Der Song solle den Hörer ermutigen, das Leben und die Liebe selbst in schwierigen Zeiten zu bejahen oder wenn sie die eigenen Pläne durchkreuzten. Laut Benjamin Rosenbohm handele das Lied davon, dass es traurige und gute, jedoch unrealistische Momente in der Liebe gebe, die man jedoch akzeptieren müsse.

„Für mich gibt es zwei Arten von Liebesliedern, die ich in den Top-Ten-Listen von Spotify sehe und im Radio höre: Die, die total traurig sind, so nach dem Motto „Du hast mir das Herz gebrochen, aber ich liebe dich noch immer.“ Und die, die ein sehr unrealistisches Bild davon zeichnen, was Liebe wirklich ist. Ich glaube, „Yes“ ist gut darin, die beiden Dinge zu zelebrieren und zu akzeptieren, dass beides für die Menschen real ist.“

Das Duett beginnt in der ersten Strophe mit dem Gesang von Rosenbohm. Nach zwei Zeilen wechselt er sich mit Balcells ab. Der Refrain wird größtenteils von beiden gesungen, die zweite Strophe wiederum von Rosenbohm. Stattdessen singen die Interpreten nur wenige Worte gemeinsam. Das Outro wird komplett von beiden gesungen. Die Instrumentierung enthält Einflüsse von Country-Musik.

## Beim Eurovision Song Contest
Dänemark hätte im zweiten Halbfinale des Eurovision Song Contest 2020 mit diesem Lied auftreten sollen. Aufgrund der fortschreitenden COVID-19-Pandemie wurde der Wettbewerb jedoch abgesagt.

## Rezeption
Nach dem Sieg beim Melodi Grand Prix wurde Kritik geäußert, dass der Titel eine Kopie von P!nks Walk Me Home sie. Dies wurde von den Sängern zurückgewiesen, obwohl man den Song als Inspiration genutzt habe.
Der Fanblog Eurovisionary äußerte, dass es bedauerlich sei, dass der Titel aufgrund der Absage des Grand Prix verloren gegangen sei. Laut ESCXtra sei der Titel sehr radiofreundlich und verglich den Stil mit Mumford & Sons. Der deutsche Blog ESC Kompakt schrieb: „Wer es vor leerer Halle schafft, so aufzutreten, hat den Erfolg allerdings wirklich verdient.“ Andere Rezensenten sprachen davon, dass das Lied nicht weiter auffalle.

## Veröffentlichung und kommerzieller Erfolg
Das Lied wurde am 8. März 2020 als Musikstream und Download veröffentlicht. Die Single enthält außerdem eine Akustikversion.
| ChartsChartplatzierungen | Höchstplatzierung | Wochen |
| ------------------------ | ----------------- | ------ |
| Dänemark (IFPI/Nielsen)  | 30 (1 Wo.)        | 1      |